# Jacques Moulins
Pour les articles homonymes, voir Moulins.
 (février 2024).
La mise en forme du texte ne suit pas les recommandations de Wikipédia : il faut le « wikifier ».
Les points d'amélioration suivants sont les cas les plus fréquents :
- Les titres sont pré-formatés par le logiciel. Ils ne sont ni en capitales, ni en gras.
- Le texte ne doit pas être écrit en capitales (les noms de famille non plus), ni en gras, ni en italique, ni en « petit »…
- Le gras n'est utilisé que pour surligner le titre de l'article dans l'introduction, une seule fois.
- L'italique est rarement utilisé : mots en langue étrangère, titres d'œuvres, noms de bateaux, etc.
- Les citations ne sont pas en italique mais en corps de texte normal. Elles sont entourées par des guillemets français : « et ».
- Les listes à puces sont à éviter, des paragraphes rédigés étant largement préférés. Les tableaux sont à réserver à la présentation de données structurées (résultats, etc.).
- Les appels de note de bas de page (petits chiffres en exposant, introduits par l'outil «  Source ») sont à placer entre la fin de phrase et le point final[comme ça].
- Les liens internes (vers d'autres articles de Wikipédia) sont à choisir avec parcimonie. Créez des liens vers des articles approfondissant le sujet. Les termes génériques sans rapport avec le sujet sont à éviter, ainsi que les répétitions de liens vers un même terme.
- Les liens externes sont à placer uniquement dans une section « Liens externes », à la fin de l'article. Ces liens sont à choisir avec parcimonie suivant les règles définies. Si un lien sert de source à l'article, son insertion dans le texte est à faire par les notes de bas de page.
- La présentation des références doit suivre les conventions bibliographiques. Il est recommandé d'utiliser les modèles {{Ouvrage}}, {{Chapitre}}, {{Article}}, {{Lien web}} et/ou {{Bibliographie}}. Le mode d'édition visuel peut mettre en forme automatiquement les références.
- Insérer une infobox (cadre d'informations à droite) n'est pas obligatoire pour parachever la mise en page.

Pour une aide détaillée, merci de consulter Aide:Wikification.
Si vous pensez que ces points ont été résolus, vous pouvez retirer ce bandeau et améliorer la mise en forme d'un autre article.
Œuvres principales
- Le Réveil de la bête
- Retour à Berlin
- Menaces Italiennes

Jacques Moulins, né le 2 octobre 1956 à Montpellier, est un romancier et journaliste français, fondateur de l'agence de presse NAJA et du journal en ligne NAJA21. Il est auteur de romans policiers publiés par les éditions Gallimard dans la Série noire.

## Biographie
Né à Montpellier, il passe son enfance à Marseille et fait ses études secondaires au Lycée Saint-Charles. Il suit ensuite en parallèle des études d’histoire et de philosophie à la faculté d’Aix-en-Provence où il obtient un diplôme de maîtrise avec un mémoire sur Kant et Hegel qu’il a étudié respectivement avec les professeurs Louis Guillermit et Robert Lamblin. Il s’installe ensuite à Paris pour un troisième cycle de philosophie esthétique à la Sorbonne sous la direction d’Olivier Revault d'Allonnes qui le dirige pour sa recherche sur la naissance du statut de l’artiste. Son professeur, qui promeut en France l’œuvre du philosophe allemand Theodor W. Adorno, lui propose de travailler avec lui sur  l'école de Francfort. Durant ses études, il milite à l'UNEF (dite Renouveau puis Solidarité étudiante). Après son 65e congrès en 1979, il est élu secrétaire national.
Plus intéressé par le journalisme qu’il a commencé à l’hebdomadaire Aix-Région, il retourne à Marseille où il est embauché au quotidien La Marseillaise, il y dirigera le bureau d’Aix-en-Provence, puis l’ensemble des agences du journal avant de devenir membre de la rédaction en chef pour la transformation du journal sous la direction de Jean-Noël Tassez.
Avec sept autres journalistes, il fonde et dirige en 1987 l’agence de presse NAJA qui installe ses bureaux à Paris, Marseille, Barcelone, Francfort et Milan. Il travaille sur l’information générale avec des magazines comme L'Événement du jeudi, Le Point, Politis, la Presse Quotidienne Régionale, les groupes Prisma, Hachette-Filipacchi, et les hebdomadaires de la presse économique et professionnelle mais aussi les magazines féminins et de lobbys.
En 2001, il crée le premier journal en ligne Najalejournal en 2003 qui deviendra, en 2014,  NAJA21.
En 2020, il publie son premier roman policier Le Réveil de la bête dans la Série noire des éditions Gallimard. Des policiers d’Europol, sous la direction du directeur du département antiterroriste Deniz Salvère, vont s’attaquer à un réseau ultra-violent d’extrême droite à la suite de l'assassinat, à Paris, d'une jeune femme.
Les personnages principaux reviennent dans son second roman Retour à Berlin (2021) qui met en scène, en Allemagne, une étrange fabrique où opèrent des pirates informatiques infiltrés par un singulier sans-abri tchèque.
Avec Menaces italiennes publié en 2023, le couple formé par un ambitieux intellectuel de l’extrême droite italienne et la leader d’un parti politique slovaque passent au premier plan sur fond d’assassinat dans le Plänterwald de Berlin d’un ex-colonel irakien.
Ces romans dans lesquels évoluent de nombreux personnages dans plusieurs villes d’Europe présentent Europol et ses arcanes comme une métaphore de la construction européenne. Ils s’inscrivent dans un courant littéraire qui s’inquiète de la montée des extrêmes.

## Œuvre
- Le Réveil de la Bête, Gallimard, coll. « Série noire », 2020Réédition, Gallimard, coll. « Folio policier », no 943, 2022
- Retour à Berlin, Gallimard, coll. « Série noire », 2021Réédition, Gallimard, coll. « Folio policier », no 975, 2023
- Menaces italiennes, Gallimard, coll. « Série noire », 2023Réédition, Gallimard, coll. « Folio policier », no 1031, 2024